# توماس مور (لاعب كريكت)
توماس مور (29 مارس 1992 في المملكة المتحدة - ) (بالإنجليزية: Thomas Moore)‏ هو لاعب كريكت بريطاني. لعب مع نادي مقاطعة ساسكس للكريكت ‏.

## وصلات خارجية
- توماس مور على موقع إي آس بي آن كريك إنفو (الإنجليزية)